# Casa Branca (ort)
Casa Branca är en ort i Brasilien.   Den ligger i kommunen Casa Branca och delstaten São Paulo, i den sydöstra delen av landet, 700 km söder om huvudstaden Brasília. Casa Branca ligger 692 meter över havet och antalet invånare är 22 497.
Terrängen runt Casa Branca är platt. Närmaste större samhälle är Santa Cruz das Palmeiras, 17,7 km väster om Casa Branca.
Omgivningarna runt Casa Branca är en mosaik av jordbruksmark och naturlig växtlighet. Runt Casa Branca är det ganska glesbefolkat, med 25 invånare per kvadratkilometer.